# 608 Адольфіна
608 Адольфі́на (608 Adolfine) — астероїд головного поясу, відкритий 18 вересня 1906 року Августом Копфом у Гейдельберзі і названий на честь Дженні Адольфіне Кесслер, подруги першовідкривача.